# Gölen (Krogsereds socken, Halland, 633444-132921)
Gölen är en sjö i Falkenbergs kommun i Halland och ingår i Ätrans huvudavrinningsområde.